# Államok vezetőinek listája 1993-ban
Ezen az oldalon az 1993-ban fennálló államok vezetőinek névsora olvasható földrészek, majd országok szerinti bontásban.

## Európa
- Albánia (köztársaság)
  - Államfő - Sali Berisha (1992–1997), lista
  - Kormányfő - Aleksandër Meksi (1992–1997), lista
- Andorra (parlamentáris társhercegség)
  - Társhercegek
    - Francia társherceg - François Mitterrand (1981–1995), lista
    - Episzkopális társherceg - Joan Martí i Alanis (1971–2003), lista

  - Kormányfő - Òscar Ribas Reig (1990–1994), lista
- Ausztria (szövetségi köztársaság)
  - Államfő - Thomas Klestil (1992–2004), lista
  - Kancellár - Franz Vranitzky (1986–1997), szövetségi kancellár lista
- Azerbajdzsán (köztársaság)
  - Államfő - 
    1. Əbülfəz Elçibəy (1992–1993)
    2. Heydər Əliyev (1993–2003), lista

  - Kormányfő - 
    1. Rahim Huseynov (1992–1993)
    2. Ali Masimov (1993)
    3. Panakh Huseynov (1993)
    4. Suret Huseynov (1993–1994), lista

  -  Hegyi-Karabah Köztársaság (részlegesen elismert szakadár állam)
    - Államfő - 
      1. Georgij Petroszján (1992–1993)
      2. Garen Baburján (1993–1994), lista

    - Miniszterelnök - Robert Kocsarján (1992–1994), lista
- Belgium (parlamentáris monarchia)
  - Uralkodó - 
    1. I. Baldvin király (1951–1993)
    2. II. Albert király (1993–2013)

  - Kormányfő - Jean-Luc Dehaene (1992–1999), lista
- Bosznia-Hercegovina (szövetségi köztársaság)
  - Államfő - Alija Izetbegović (1990–1996)[1]
  - Miniszterelnök - 
    1. Mile Akmadžić (1992–1993)
    2. Haris Silajdžić (1993–1996), lista

  - Bosznia-hercegovinai Szerb Köztársaság
    - Elnök – Radovan Karadžić (1992–1996), lista
    - Miniszterelnök – 
      1. Branko Djerić (1992–1993)
      2. Vladimir Lukić (1993–1994), lista
- Bulgária (köztársaság)
  - Államfő - Zselju Zselev (1990–1997), lista
  - Kormányfő - Ljuben Berov (1992–1994), lista
- Ciprus (köztársaság)
  - Államfő - 
    1. Jórgosz Vaszilíu (1988–1993)
    2. Gláfkosz Klirídisz (1993–2003), lista

  -  Észak-Ciprus (szakadár állam, csak Törökország ismeri el)
    - Államfő - Rauf Raif Denktaş (1975–2005), lista
    - Kormányfő - Derviş Eroğlu (1985–1994), lista
- Csehország (köztársaság)
  - Csehország 1993. január 1-jén vált függetlenné, a Cseh és Szlovák Köztársaság felbomlásával
  - Államfő - Václav Havel (1993–2003), lista
  - Kormányfő - Václav Klaus (1992–1997), lista
- Dánia (parlamentáris monarchia)
  - Uralkodó - II. Margit királynő (1972–2024)
  - Kormányfő - 
    1. Poul Schlüter (1982–1993)
    2. Poul Nyrup Rasmussen (1993–2001), lista

  -  Feröer
    - Kormányfő – 
      1. Atli Pætursson Dam (1991–1993)
      2. Marita Petersen (1993–1994), lista

  -  Grönland
    - Kormányfő – Lars Emil Johansen (1991–1997), lista
- Egyesült Királyság (parlamentáris monarchia)
  - Uralkodó - II. Erzsébet Nagy-Britannia királynője (1952–2022)
  - Kormányfő - John Major (1990–1997), lista
  -  Gibraltár (brit tengerentúli terület)
    - Kormányzó - 
      1. Sir Derek Reffell (1989–1993)
      2. Sir John Chapple (1993–1995), lista

    - Főminiszter - Joe Bossano (1988–1996), lista

  -  Guernsey Bailiffség (brit koronafüggőség)
    - Alkormányzó - Sir Michael Wilkins (1990–1994), lista

  -  Jersey Bailiffség (brit koronafüggőség)
    - Alkormányzó - Sir John Sutton (1990–1995), lista

  -  Man-sziget (brit koronafüggőség)
    - Alkormányzó - Sir Laurence Jones (1990–1995), lista
    - Főminiszter - Miles Walker (1986–1996), lista
- Észtország (köztársaság)
  - Államfő - Lennart Meri (1992–2001), lista
  - Kormányfő - Mart Laar (1992–1994), lista
- Fehéroroszország (köztársaság)
  - Államfő – Sztanyiszlav Suskevics (1990–1994) (elnök), lista
  - Kormányfő – Vjacseszlav Kebics (1990–1994),[2] lista
- Finnország (köztársaság)
  - Államfő - Mauno Koivisto (1982–1994), lista
  - Kormányfő - Esko Aho (1991–1995), lista
  -  Åland
    - Kormányfő – Ragnar Erlandsson (1991–1995)
- Franciaország (köztársaság)
  - Államfő - François Mitterrand (1981–1995), lista
  - Kormányfő - 
    1. Pierre Bérégovoy (1992–1993)
    2. Édouard Balladur (1993–1995), lista
- Görögország (köztársaság)
  - Államfő - Konsztantinosz Karamanlisz (1990–1995), lista
  - Kormányfő - 
    1. Konsztantínosz Micotákisz (1990–1993)
    2. Andréasz Papandréu (1993–1996), lista
- Grúzia (köztársaság)
  - Államfő - Eduard Sevardnadze (1992–2003), lista
  - Kormányfő - 
    1. Tengiz Szigua (1992–1993)
    2. Otar Pacacia (1993–1995), lista

  -  Abházia (nemzetközileg el nem ismert állam)
    - Államfő - Vlagyiszlav Ardzinba (1990–2005),[3] lista
    - Kormányfő - 
      1. Vazsa Zarandia (1992–1993)
      2. Szokrat Dzsindzsolia (1993–1994), lista

  - Adzsaria (nemzetközileg el nem ismert állam)
    - Államfő – Aszlan Abasidze (1991–2004)

  -  Dél-Oszétia (nemzetközileg el nem ismert állam)
    - Elnök - 
      1. Torez Kulumbegov (1991–1993)
      2. Ljudvig Csibirov (1993–2001), lista

    - Miniszterelnök - 
      1. Oleg Teziev (1991–1993)
      2. Geraszim Hugavej (1993–1995), lista
- Hollandia (parlamentáris monarchia)
  - Uralkodó - Beatrix királynő (1980–2013)
  - Miniszterelnök - Ruud Lubbers (1982–1994), lista
  -  Holland Antillák (a Holland Királyság tagállama)
    - lásd Észak-Amerikánál

  -  Aruba (a Holland Királyság tagállama)
    - lásd Észak-Amerikánál
- Horvátország (köztársaság)
  - Államfő - Franjo Tuđman (1990–1999),[4] lista
  - Kormányfő - 
    1. Hrvoje Šarinić (1992–1993)
    2. Nikica Valentić (1993–1995), lista

  - Krajinai Szerb Köztársaság (el nem ismert szakadár állam)
    - Államfő – Goran Hadžić (1992–1994), lista
    - Kormányfő – 
      1. Zdravko Zečević (1992–1993)
      2. Djordje Bjegović (1993–1994), lista
- Izland (köztársaság)
  - Államfő - Vigdís Finnbogadóttir (1980–1996), lista
  - Kormányfő - Davíð Oddsson (1991–2004), lista
- Írország (köztársaság)
  - Államfő - Mary Robinson (1990–1997), lista
  - Kormányfő - Albert Reynolds (1992–1994), lista
- Jugoszlávia (köztársaság)
  - Államfő - 
    1. Dobrica Ćosić (1992–1993)
    2. Zoran Lilić (1993–1997), lista

  - Kormányfő - 
    1. Milan Panić (1992–1993)
    2. Radoje Kontić (1993–1998), lista

  - Koszovó (el nem ismert szakadár állam)
    - Államfő - Ibrahim Rugova (1992–2000), lista
    - Kormányfő - Bujar Bukoshi (1991–2000), lista
- Lengyelország (köztársaság)
  - Államfő - Lech Wałęsa (1990–1995), lista
  - Kormányfő - 
    1. Hanna Suchocka (1992–1993)
    2. Waldemar Pawlak (1993–1995), lista
- Lettország (köztársaság)
  - Államfő - 
    1. [Anatolijs Gorbunovs] (1988–1993)[5]
    2. Guntis Ulmanis (1993–1999), lista

  - Kormányfő - 
    1. Ivars Godmanis (1990–1993)[5]
    2. Valdis Birkavs (1993–1994), lista
- Liechtenstein
  - Uralkodó - II. János Ádám, herceg (1989–)
  - Kormányfő - 
    1. Hans Brunhart (1978–1993)
    2. Markus Büchel (1993)
    3. Mario Frick (1993–2001), lista
- Litvánia (köztársaság)
  - Államfő - Algirdas Brazauskas (1992–1998), lista
  - Kormányfő - 
    1. Bronislovas Lubys (1992–1993)
    2. Adolfas Šleževičius (1993–1996), lista
- Luxemburg (parlamentáris monarchia)
  - Uralkodó - János nagyherceg (1964–2000)
  - Kormányfő - Jacques Santer (1984–1995), lista
- Macedónia (köztársaság)
  - Államfő - Kiro Gligorov (1991–1999), lista
  - Kormányfő - Branko Crvenkovski (1992–1998), lista
- Magyarország (köztársaság)
  - Államfő - Göncz Árpád (1990–2000), lista
  - Kormányfő - 
    1. Antall József (1990–1993)
    2. Boross Péter (1993–1994), lista
- Málta (köztársaság)
  - Államfő - Ċensu Tabone (1989–1994), lista
  - Kormányfő - Edward Fenech Adami (1987–1996), lista
- Moldova (köztársaság)
  - Államfő - Mircea Snegur (1989–1997), lista
  - Kormányfő - Andrei Sangheli (1992–1997), lista
  -  Dnyeszter Menti Köztársaság (el nem ismert szakadár állam)
    - Elnök - Igor Szmirnov (1990–2011),[6] kombinált lista

  -  Gagauzia (el nem ismert szakadár állam)
    - Elnök – Stepan Topal (1990–1995)
- Monaco
  - Uralkodó - III. Rainier herceg (1949–2005)
  - Államminiszter - Jacques Dupont (1991–1994), lista
- Németország (szövetségi köztársaság)
  - Államfő - Richard von Weizsäcker (1984–1994),[7] lista
  - Kancellár - Helmut Kohl (1982–1998), lista
- Norvégia (parlamentáris monarchia)
  - Uralkodó - V. Harald király (1991–)
  - Kormányfő - Gro Harlem Brundtland (1990–1996), lista
- Olaszország (köztársaság)
  - Államfő - Oscar Luigi Scalfaro (1992–1999), lista
  - Kormányfő - 
    1. Giuliano Amato (1992–1993)
    2. Carlo Azeglio Ciampi (1993–1994), lista
- Oroszország (köztársaság)
  - Államfő - Borisz Jelcin (1990–1999),[8] lista
  - Kormányfő - Viktor Csernomirgyin (1992–1998), lista
  -  Icskéria Csecsen Köztársaság (el nem ismert szakadár állam)
    - Államfő – Dzsohar Dudajev (1991–1996), lista
- Örményország (köztársaság)
  - Államfő - Levon Ter-Petroszján (1990–1998),[9] lista
  - Kormányfő - 
    1. Koszrov Harutjunján (1992–1993)
    2. Hrant Bagratján (1993–1996), lista
- Portugália (köztársaság)
  - Államfő - Mário Soares (1986–1996), lista
  - Kormányfő - Aníbal Cavaco Silva (1985–1995), lista
- Románia (köztársaság)
  - Államfő - Ion Iliescu (1989–1996), lista
  - Kormányfő - Nicolae Văcăroiu (1992–1996), lista
- San Marino (köztársaság)
  - Régenskapitányok
- Spanyolország (parlamentáris monarchia)
  - Uralkodó - I. János Károly király (1975–2014)
  - Kormányfő - Felipe Gonzáles (1982–1996), lista
- Svájc (konföderáció)
  - Szövetségi Tanács:[10]
René Felber (1987–1993), Otto Stich (1983–1995), Jean-Pascal Delamuraz (1983–1998), Arnold Koller (1986–1999), Flavio Cotti (1986–1999), Adolf Ogi (1987–2000), elnök, Kaspar Villiger (1989–2003)
- Svédország (parlamentáris monarchia)
  - Uralkodó - XVI. Károly Gusztáv király (1973–)
  - Kormányfő - Carl Bildt (1991–1994), lista
- Szlovákia (köztársaság)
- Szlovákia 1993. január 1-jén vált függetlenné, a Cseh és Szlovák Köztársaság felbomlásával
  - Államfő –
    1. Vladimír Mečiar (1993)
    2. Michal Kováč (1993–1998), lista

  - Kormányfő – Vladimír Mečiar (1992–1994),[11] lista
- Szlovénia (köztársaság)
  - Államfő - Milan Kučan (1990–2002),[12] lista
  - Kormányfő - Janez Drnovšek (1992–2000), lista
- Ukrajna (köztársaság)
  - Államfő - Leonyid Kravcsuk (1990–1994),[13] lista
  - Kormányfő - 
    1. Leonyid Kucsma (1992–1993)
    2. Juhim Zvjahilszki (1993–1994), lista

  -  Krími Autonóm Köztársaság
    - Elnök – Mikola Bahrov (1991–1994)
    - Kormányfő – 
      1. Vitalij Kurasik (1992–1993)
      2. Borisz Szamszonov (1993–1994)
- Vatikán (abszolút monarchia)
  - Uralkodó - II. János Pál pápa (1978–2005)
  - Államtitkár - Angelo Sodano (1990–2006), lista

## Afrika
- Algéria (köztársaság)
  - Államfő - Ali Kafi (1992–1994), lista
  - Kormányfő - 
    1. Belaid Abdesszalam (1992–1993)
    2. Redha Malek (1993–1994), lista
- Angola (köztársaság)
  - Államfő - José Eduardo dos Santos (1979–2017), lista
  - Kormányfő - Marcolino Moco (1992–1996), lista
- Benin (köztársaság)
  - Államfő - Nicéphore Soglo (1991–1996), lista
- Bissau-Guinea (köztársaság)
  - Államfő - João Bernardo Vieira (1984–1999), lista
  - Kormányfő - Carlos Correia (1991–1994), lista
- Botswana (köztársaság)
  - Államfő - Quett Masire (1980–1998), lista
- Burkina Faso (köztársaság)
  - Államfő - Blaise Compaoré (1987–2014), lista
  - Kormányfő - Youssouf Ouédraogo (1992–1994), lista
- Burundi (köztársaság)
  - Államfő - 
    1. Pierre Buyoya (1987–1993)
    2. Melchior Ndadaye (1993)
    3. François Ngeze (1993), Burundi Népi Megmentési Tanácsa elnöke
    4. Sylvie Kinigi (1993–1994), lista

  - Kormányfő – 
    1. Adrien Sibomana (1988–1993)
    2. Sylvie Kinigi (1993–1994), lista
- Csád (köztársaság)
  - Államfő - Idriss Déby (1990–2021), lista
  - Kormányfő - 
    1. Joseph Yodoyman (1992–1993)
    2. Fidèle Moungar (1993)
    3. Delwa Kassiré Koumakoye (1993–1995), lista
- Comore-szigetek (köztársaság)
  - Államfő - Said Mohamed Djohar (1989–1995), lista
  - Kormányfő - 
    1. Ibrahim Halidi (1993)
    2. Ahmed Ben Cheikh Attoumane (1993–1994), lista
- Dél-afrikai Köztársaság (köztársaság)
  - Államfő - Frederik Willem de Klerk (1989–1994), lista
  -  Bophuthatswana (el nem ismert állam)
    - Államfő - Lucas Mangope (1968–1994)[14]

  -  Ciskei (el nem ismert állam)
    - Államfő - Oupa Gqozo (1990–1994)

  -  Transkei (el nem ismert állam)
    - Államfő - Tutor Nyangelizwe Vulindlela Ndamase (1986–1994)
    - Kormányfő - Bantu Holomisa(1987–1994), lista

  -  Venda (el nem ismert állam)
    - Államfő - Gabriel Ramushwana (1990–1994)
- Dzsibuti (köztársaság)
  - Államfő - Hassan Gouled Aptidon (1977–1999), lista
  - Kormányfő - Barkat Gourad Hamadou (1978–2001), lista
- Egyenlítői-Guinea (köztársaság)
  - Államfő - Teodoro Obiang Nguema Mbasogo (1979–), lista
  - Kormányfő - Silvestre Siale Bileka (1992–1996), lista
- Egyiptom (köztársaság)
  - Államfő - Hoszni Mubárak (1981–2011), lista
  - Kormányfő - Atef Sedki (1986–1996), lista
- Elefántcsontpart (köztársaság)
  - Államfő - 
    1. Félix Houphouët-Boigny (1960–1993)
    2. Henri Konan Bédié (1993–1999), lista

  - Kormányfő - 
    1. Alassane Ouattara (1990–1993)
    2. Daniel Kablan Duncan (1993–1999), lista
- Eritrea (köztársaság)
- Eritrea 1993. május 24-én vált függetlenné
  - Államfő - Isaias Afewerki (1991–), lista
- Etiópia (köztársaság)
  - Államfő - Meles Zenawi (1991–1995), lista
  - Kormányfő - Tamirat Layne (1991–1995), lista
- Gabon (köztársaság)
  - Államfő - Omar Bongo (1967–2009), lista
  - Kormányfő - Casimir Oyé-Mba (1990–1994), lista
- Gambia (köztársaság)
  - Államfő - Sir Dawda Jawara (1970–1994), lista
- Ghána (köztársaság)
  - Államfő- Jerry Rawlings (1981–2001), lista
- Guinea (köztársaság)
  - Államfő - Lansana Conté (1984–2008), lista
- Kamerun (köztársaság)
  - Államfő - Paul Biya (1982–), lista
  - Kormányfő - Simon Achidi Achu (1992–1996), lista
- Kenya (köztársaság)
  - Államfő - Daniel arap Moi (1978–2002), lista
- Kongói Köztársaság (köztársaság)
  - Államfő - Pascal Lissouba (1992–1997), lista
  - Kormányfő – 
    1. Claude Antoine Dacosta (1992–1993)
    2. Joachim Yhombi-Opango (1993–1996), lista
- Közép-afrikai Köztársaság (köztársaság)
  - Államfő - 
    1. André Kolingba (1981–1993)
    2. Ange-Félix Patassé (1993–2003), lista

  - Kormányfő - 
    1. Timothée Malendoma (1992–1993)
    2. Enoch Derant Lakoué (1993)
    3. Jean-Luc Mandaba (1993–1995), lista
- Lesotho (alkotmányos monarchia)
  - Uralkodó - III. Letsie király (1990–1995)
  - Kormányfő - 
    1. Elias Phisoana Ramaema (1991–1993) a Katonai Tanács elnöke
    2. Ntsu Mokhehle (1993–1998), lista
- Libéria (köztársaság)
  - Államfő - Amos Sawyer (1990–1994), lista
- Líbia (köztársaság)
  - De facto országvezető - Moammer Kadhafi (1969–2011), lista
  - Névleges államfő - Muhammad az-Zanati (1992–2008), Líbia Népi Kongresszusa főtitkára
  - Kormányfő - Abuzed Omar Dorda (1990–1994), lista
- Madagaszkár (köztársaság)
  - Államfő - 
    1. Didier Ratsiraka (1975–1993)
    2. Albert Zafy (1993–1996), lista

  - Kormányfő - 
    1. Guy Razanamasy (1991–1993)
    2. Francisque Ravony (1993–1995), lista
- Malawi (köztársaság)
  - Államfő - Hastings Banda (1966–1994), lista
- Mali (köztársaság)
  - Államfő - Alpha Oumar Konaré (1992–2002), lista
  - Kormányfő - 
    1. Younoussi Touré (1992–1993)
    2. Abdoulaye Sékou Sow (1993–1994), lista
- Marokkó (alkotmányos monarchia)
  - Uralkodó - II. Haszan király (1961–1999)
  - Kormányfő - Mohammed Karim Lamrani (1992–1994), lista
  -  Nyugat-Szahara (részben elismert állam)
    - Államfő - Mohamed Abdelaziz (1976–2016), lista
    - Kormányfő - 
      1. Mahfoud Ali Beiba (1988–1993)
      2. Bouchraya Hammoudi Bayoun (1993–1995), lista
- Mauritánia (köztársaság)
  - Államfő - Maaouya Ould Sid'Ahmed Taya (1984–2005), lista
  - Kormányfő - Sidi Mohamed Ould Boubacar (1992–1996), lista
- Mauritius (köztársaság)
  - Államfő - Cassam Uteem (1992–2002), lista
  - Kormányfő - Sir Anerood Jugnauth (1982–1995), lista
- Mayotte (Franciaország tengerentúli megyéje)
  - Prefektus - 
    1. Jean-Paul Coste (1990–1993)
    2. Jean-Jacques Debacq (1993–1994), lista

  - A Területi Tanács elnöke - Younoussa Bamana (1991–2004)
- Mozambik (köztársaság)
  - Államfő - Joaquim Chissano (1986–2005), lista
  - Kormányfő - Mário da Graça Machungo (1986–1994), lista
- Namíbia (köztársaság)
  - Államfő - Sam Nujoma (1990–2005), lista
  - Kormányfő - Hage Geingob (1990–2002), lista
- Niger (köztársaság)
  - Államfő - 
    1. Ali Saïbou (1987–1993)
    2. Mahamane Ousmane (1993–1996), lista

  - Kormányfő - 
    1. Amadou Cheiffou (1991–1993)
    2. Mahamadou Issoufou (1993–1994), lista
- Nigéria (köztársaság)
  - Államfő - 
    1. Ibrahim Babangida (1985–1993)
    2. Sani Abacha (1993–1998), lista
- Ruanda (köztársaság)
  - Államfő - Juvénal Habyarimana (1973–1994), lista
  - Kormányfő - 
    1. Dismas Nsengiyaremye (1992–1993)
    2. Agathe Uwilingiyimana (1993–1994), lista
- São Tomé és Príncipe (köztársaság)
  - Államfő - Miguel Trovoada (1991–1995), lista
  - Kormányfő - Norberto Costa Alegre (1992–1994), lista
- Seychelle-szigetek (köztársaság)
  - Államfő - France-Albert René (1977–2004), lista
- Sierra Leone (köztársaság)
  - Államfő - Valentine Strasser (1992–1996), lista
- Szenegál (köztársaság)
  - Államfő - Abdou Diouf (1981–2000), lista
  - Kormányfő - Habib Thiam (1991–1998), lista
- Szent Ilona, Ascension és Tristan da Cunha (Egyesült Királyság tengerentúli területe)
  - Kormányzó - Alan Hoole (1991–1995), lista
- Szomália (köztársaság)
  - Államfő – nincs betöltve (1991–1995), lista
  - Kormányfő – Umar Arteh Ghalib (1991–1997), lista
  -  Szomáliföld (el nem ismert szakadár állam)
    - Államfő - 
      1. Abdirahman Ahmed Ali Tuur (1991–1993)
      2. Muhammad Haji Ibrahim Egal (1993–2002), lista
- Szudán (köztársaság)
  - Államfő - Omar el-Basír (1989–2019), lista
- Szváziföld (abszolút monarchia)
  - Uralkodó - II. Mswati, király (1986–)
  - Kormányfő - 
    1. Obed Dlamini (1989–1993)
    2. Jameson Mbilini Dlamini (1993–1996), lista
- Tanzánia (köztársaság)
  - Államfő - Ali Hassan Mwinyi (1985–1995), lista
  - Kormányfő - John Malecela (1990–1994), lista
  -  Zanzibár
    - Államfő – Salmin Amour (1990–2000), elnök
    - Kormányfő – Omar Ali Juma (1988–1995), főminiszter
- Togo (köztársaság)
  - Államfő - Gnassingbé Eyadéma (1967–2005), lista
  - Kormányfő - Joseph Kokou Koffigoh (1991–1994), lista
- Tunézia (köztársaság)
  - Államfő - Zín el-Ábidín ben Ali (1987–2011), lista
  - Kormányfő - Hamed Karoui (1989–1999), lista
- Uganda (köztársaság)
  - Államfő - Yoweri Museveni (1986–), lista
  - Kormányfő - George Cosmas Adyebo (1991–1994), lista
- Zaire (köztársaság)
  - Államfő - Mobutu Sese Seko (1965–1997), lista
  - Kormányfő - 
    1. Étienne Tshisekedi (1992–1993)
    2. Faustin Birindwa (1993–1994), lista
- Zambia (köztársaság)
  - Államfő - Frederick Chiluba (1991–2002), lista
- Zimbabwe (köztársaság)
  - Államfő - Robert Mugabe (1987–2017), lista
- Zöld-foki Köztársaság (köztársaság)
  - Államfő - António Mascarenhas Monteiro (1991–2001), lista
  - Kormányfő - Carlos Veiga (1991–2000), lista

## Dél-Amerika
- Argentína (köztársaság)
  - Államfő - Carlos Menem (1989–1999), lista
- Bolívia (köztársaság)
  - Államfő - 
    1. Jaime Paz Zamora (1989–1993)
    2. Gonzalo Sánchez de Lozada (1993–1997), lista
- Brazília (köztársaság)
  - Államfő - Itamar Franco (1992–1995), lista
- Chile (köztársaság)
  - Államfő - Patricio Aylwin (1990–1994), lista
- Ecuador (köztársaság)
  - Államfő - Sixto Durán Ballén (1992–1996), lista
- Falkland-szigetek (Az Egyesült Királyság tengerentúli területe)
  - Kormányzó - David Tatham (1992–1996), lista
  - Kormányfő - Ronald Sampson (1989–1994), lista
- Guyana (köztársaság)
  - Államfő - Cheddi Jagan (1992–1997), lista
  - Miniszterelnök - Sam Hinds (1992–1999), lista
- Kolumbia (köztársaság)
  - Államfő - César Gaviria (1990–1994), lista
- Paraguay (köztársaság)
  - Államfő - 
    1. Andrés Rodríguez (1989–1993)
    2. Juan Carlos Wasmosy (1993–1998), lista
- Peru (köztársaság)
  - Államfő - Alberto Fujimori (1990–2000), lista
  - Kormányfő - 
    1. Oscar De La Puente (1992–1993)
    2. Alfonso Bustamante (1993–1994), lista
- Suriname (köztársaság)
  - Államfő - Ronald Venetiaan (1991–1996), lista
- Uruguay (köztársaság)
  - Államfő - Luis Alberto Lacalle (1990–1995), lista
- Venezuela (köztársaság)
  - Államfő - 
    1. Carlos Andrés Pérez (1989–1993)
    2. Ramón José Velásquez (1993–1994), lista

## Észak- és Közép-Amerika
- Amerikai Egyesült Államok (köztársaság)
  - Államfő - 
    1. George H. W. Bush (1989–1993)
    2. Bill Clinton (1993–2001), lista

  -  Puerto Rico (Az Egyesült Államok társult állama)
    - Kormányzó - 
      1. Rafael Hernández Colón (1985–1993)
      2. Pedro Rosselló (1993–2001), lista

  -  Amerikai Virgin-szigetek (Az Egyesült Államok társult állama)
    - Kormányzó - Alexander A. Farrelly (1987–1995), lista
- Anguilla (Az Egyesült Királyság tengerentúli területe)
  - Kormányzó - Alan Shave (1992–1995), lista
  - Főminiszter - Emile Gumbs (1984–1994)
- Antigua és Barbuda (parlamentáris monarchia)
  - Uralkodó - II. Erzsébet királynő, Antigua és Barbuda királynője, (1981–2022)
  - Főkormányzó - 
    1. Sir Wilfred Jacobs (1967–1993)
    2. Sir James Carlisle (1993–2007), lista

  - Kormányfő - Vere Bird (1976–1994),[15] lista
- Aruba (A Holland Királyság társult állama)
  - Uralkodó - Beatrix királynő, Aruba királynője, (1980–2013)
  - Kormányzó - Olindo Koolman (1992–2004), lista
  - Miniszterelnök - Nelson Oduber (1989–1994), lista
- Bahama-szigetek (parlamentáris monarchia)
  - Uralkodó - II. Erzsébet királynő, a Bahama-szigetek királynője (1973–2022)
  - Főkormányzó - Sir Clifford Darling (1992–1995), lista
  - Kormányfő - Hubert Ingraham (1992–2002), lista
- Barbados (parlamentáris monarchia)
  - Uralkodó - II. Erzsébet királynő, Barbados királynője (1966–2021)
  - Főkormányzó - Dáma Nita Barrow (1990–1995), lista
  - Kormányfő - Lloyd Erskine Sandiford (1987–1994), lista
- Belize (parlamentáris monarchia)
  - Uralkodó - II. Erzsébet királynő, Belize királynője, (1981–2022)
  - Főkormányzó - 
    1. Dáma Elmira Minita Gordon (1981–1993)
    2. Sir Colville Young (1993–2021), lista

  - Kormányfő - 
    1. George Cadle Price (1989–1993)
    2. Manuel Esquivel (1993–1998), lista
- Bermuda (Az Egyesült Királyság tengerentúli területe)
  - Kormányzó - David Waddington (1992–1997), lista
  - Kormányfő - Sir John Swan (1982–1995), lista
- Brit Virgin-szigetek (Az Egyesült Királyság tengerentúli területe)
  - Kormányzó - Peter Alfred Penfold (1991–1995), lista
  - Kormányfő - Lavity Stoutt (1986–1995), lista
- Costa Rica (köztársaság)
  - Államfő - Rafael Ángel Calderón Fournier (1990–1994), lista
- Dominikai Közösség (köztársaság)
  - Államfő - 
    1. Sir Clarence Seignoret (1983–1993)
    2. Crispin Sorhaindo (1993–1998), lista

  - Kormányfő - Dáma Eugenia Charles (1980–1995), lista
- Dominikai Köztársaság (köztársaság)
  - Államfő - Joaquín Balaguer (1986–1996), lista
- Salvador (köztársaság)
  - Államfő - Alfredo Cristiani (1989–1994), lista
- Grenada (parlamentáris monarchia)
  - Uralkodó - II. Erzsébet királynő, Grenada királynője, (1974–2022)
  - Főkormányzó - Sir Reginald Palmer (1992–1996), lista
  - Kormányfő - Nicholas Brathwaite (1990–1995), lista
- Guatemala (köztársaság)
  - Államfő - 
    1. Jorge Serrano Elías (1991–1993)
    2. Gustavo Adolfo Espina Salguero (1993)
    3. Ramiro de León Carpio (1993–1996), lista
- Haiti (köztársaság)
  - Államfő - 
    1. Marc Bazin (1992–1993)
    2. Jean-Bertrand Aristide (1993–1996), lista

  - Kormányfő –
    1. Marc Bazin (1992–1993)
    2. Robert Malval (1993–1994), lista
- Holland Antillák (A Holland Királyság társult állama)
  - Uralkodó - Beatrix királynő, a Holland Antillák királynője, (1980–2010)
  - Kormányzó - Jaime Saleh (1990–2002), lista
  - Miniszterelnök - 
    1. Maria Liberia Peters (1988–1993)
    2. Susanne Camelia-Römer (1993)
    3. Alejandro Felippe Paula (1993–1994), lista
- Honduras (köztársaság)
  - Államfő - Rafael Leonardo Callejas Romero (1990–1994), lista
- Jamaica (parlamentáris monarchia)
  - Uralkodó - II. Erzsébet királynő, Jamaica királynője, (1962–2022)
  - Főkormányzó - Sir Howard Cooke (1991–2006), lista
  - Kormányfő - P. J. Patterson (1992–2006), lista
- Kajmán-szigetek (Az Egyesült Királyság tengerentúli területe)
  - Kormányzó - Michael Edward John Gore (1992–1995), lista
  - Kormányfő - Thomas Jefferson (1992–1994), lista
- Kanada (parlamentáris monarchia)
  - Uralkodó - II. Erzsébet királynő, Kanada királynője, (1952–2022)
  - Főkormányzó - Ray Hnatyshyn (1989–1995), lista
  - Kormányfő - 
    1. Brian Mulroney (1984–1993)
    2. Kim Campbell (1993)
    3. Jean Chrétien (1993–2003), lista
- Kuba (népköztársaság)
  - A kommunista párt főtitkára - Fidel Castro (1965–2011), főtitkár
  - Államfő - Fidel Castro (1976–2008), lista
  - Miniszterelnök - Fidel Castro (1959–2008), lista
- Mexikó (köztársaság)
  - Államfő - Carlos Salinas de Gortari (1988–1994), lista
- Montserrat (Az Egyesült Királyság tengerentúli területe)
  - Kormányzó - 
    1. David G. P. Taylor (1990–1993)
    2. Frank Savage (1993–1997), lista

  - Kormányfő - Reuben Meade (1991–1996), lista
- Nicaragua (köztársaság)
  - Államfő - Violeta Chamorro (1990–1997), lista
- Panama (köztársaság)
  - Államfő - Guillermo Endara (1989–1994), lista
- Saint Kitts és Nevis (parlamentáris monarchia)
  - Uralkodó - II. Erzsébet királynő, Saint Kitts és Nevis királynője, (1983–2022)
  - Főkormányzó - Sir Clement Arrindell (1981–1995),[16] lista
  - Kormányfő - Kennedy Simmonds (1980–1995), lista
  -  Nevis
    - Főkormányzó-helyettes – nincs betöltve (1992–1994)
    - Főminiszter – Vance Amory (1992–2006)
- Saint Lucia (parlamentáris monarchia)
  - Uralkodó - II. Erzsébet királynő, Szent Lucia királynője, (1979–2022)
  - Főkormányzó - Sir Stanislaus James (1988–1996), lista
  - Kormányfő - John Compton (1982–1996), lista
- Saint-Pierre és Miquelon (Franciaország külbirtoka)
  - Prefektus - Yves Henry (1992–1994), lista
  - A Területi Tanács elnöke - Marc Plantegenest (1984–1994), lista
- Saint Vincent és a Grenadine-szigetek (parlamentáris monarchia)
  - Uralkodó - II. Erzsébet királynő, Saint Vincent királynője, (1979–2022)
  - Főkormányzó - Sir David Emmanuel Jack (1989–1996), lista
  - Kormányfő - Sir James Fitz-Allen Mitchell(1984–2000), lista
- Trinidad és Tobago (köztársaság)
  - Államfő - Noor Hassanali (1987–1997), lista
  - Kormányfő - Patrick Manning (1991–1995), lista
- Turks- és Caicos-szigetek (Az Egyesült Királyság tengerentúli területe)
  - Kormányzó - 
    1. Michael J. Bradley (1987–1993)
    2. Martin Bourke (1993–1996), lista

  - Főminiszter - Washington Misick (1991–1995), lista

## Ázsia
- Afganisztán (teokratikus állam)
  - Államfő – Burhanuddin Rabbani (1992–2001), lista
  - Kormányfő – Gulbuddin Hekmatyar (1993–1994), lista
- Bahrein (alkotmányos monarchia)
  - Uralkodó - II. Ísza emír (1961–1999)[17]
  - Kormányfő - Halífa ibn Szalmán Al Halífa, lista (1970–2020)[18]
- Banglades (köztársaság)
  - Államfő - Abdur Rahman Biswas (1991–1996), lista
  - Kormányfő - Khaleda Zia (1991–1996), lista
- Bhután (abszolút monarchia)
  - Uralkodó - Dzsigme Szingye Vangcsuk király (1972–2006)
- Brunei (abszolút monarchia)
  - Uralkodó - Hassanal Bolkiah, szultán (1967–)[19]
  - Kormányfő - Hassanal Bolkiah szultán (1984–), lista
- Dél-Korea (köztársaság)
  - Államfő - 
    1. No Tehu (1988–1993)
    2. Kim Jongszam (1993–1998), lista

  - Kormányfő - 
    1. Hjung Szungjong (1992–1993)
    2. Hoang Inszung (1993)
    3. Li Hoj Csang (1993–1994), lista
- Egyesült Arab Emírségek (abszolút monarchia) -
  - Elnök - Zájed bin Szultán Ál Nahján (1971–2004), lista
  - Kormányfő - Maktúm bin Rásid Ál Maktúm (1990–2006), lista
  - Az egyes Emírségek uralkodói (lista):
    - Abu-Dzabi – Zájed bin Szultán Ál Nahján (1971–2004)
    - Adzsmán – Humajd ibn Rásid an-Nuajmi (1981–)
    - Dubaj – Maktúm bin Rásid Ál Maktúm (1990–2006)
    - Fudzsejra – Hamad ibn Muhammad as-Sarki (1974–)
    - Rász el-Haima – Szakr ibn Muhammad al-Kászimi (1948–2010)
    - Sardzsa – Szultán ibn Muhammad al-Kászimi (1987–)
    - Umm al-Kaivain – Rásid ibn Ahmad al-Mualla (1981–2009)
- Észak-Korea (népköztársaság)
  - A kommunista párt főtitkára - Kim Ir Szen (1948–1994), főtitkár
  - Államfő - Kim Ir Szen (1972–1994), Észak-Korea elnöke
  - De facto államfő - Kim Dzsongil (1993–2011),[20] országvezető
  - Kormányfő - Kang Szongszan (1992–1997), lista
- Fülöp-szigetek (köztársaság)
  - Államfő - Fidel V. Ramos (1992–1998), lista
- Hongkong (brit koronafüggőség)
  - Kormányzó - Chris Patten (1992–1997), lista
- India (köztársaság)
  - Államfő - Shankar Dayal Sharma (1992–1997), lista
  - Kormányfő - P. V. Narasimha Rao (1991–1996), lista
- Indonézia (köztársaság)
  - Államfő - Suharto (1967–1998), lista
- Irak (köztársaság)
  - Államfő - Szaddám Huszein (1979–2003), lista
  - Kormányfő - 
    1. Mohammed Amza Zubeidi (1991–1993)
    2. Ahmad Huszain Khudajir asz-Szamarrai (1993–1994), lista
- Irán (köztársaság)
  - Legfelső vallási vezető - Ali Hámenei (1989–), lista
  - Államfő - Ali Akbar Hasemi Rafszandzsáni (1989–1997), lista
- Izrael (köztársaság)
  - Államfő - 
    1. Háim Hercog (1983–1993)
    2. Ézer Weizman (1993–2000), lista

  - Kormányfő - Jichák Rabin (1992–1995), lista
- Japán (parlamentáris monarchia)
  - Uralkodó - Akihito császár (1989–2019)
  - Kormányfő - 
    1. Mijazava Kiicsi (1991–1993)
    2. Hoszokava Morihiro (1993–1994), lista
- Jemen (köztársaság)
  - Államfő - Ali Abdullah Szaleh (1978–2012),[21] lista
  - Kormányfő - Haidar Abu Bakr al-Attasz (1990–1994), lista
- Jordánia (alkotmányos monarchia)
  - Uralkodó - Huszejn király (1952–1999)
  - Kormányfő - 
    1. Zaíd ibn Sáker (1991–1993)
    2. Abdelszalám al-Madzsáli (1993–1995), lista
- Kambodzsa (parlamentáris monarchia)
- Kambodzsa Állam 1993. szeptember 24-én Kambodzsai Királyságra változott
  - Államtanács elnöke – Csea Szim (1992–1993)
  - A Legfelsőbb Népi Tanács elnöke – Norodom Szihanuk (1991–1993)
  - Uralkodó - Norodom Szihanuk király (1993–2004)
  - Kormányfő - 
    - Norodom Ranarrid herceg (1993–1997) első miniszterelnök
    - Hun Szen (1985–2023) második miniszterelnök, lista
- Katar (abszolút monarchia)
  - Uralkodó - Halífa emír (1972–1995)
  - Kormányfő - Halífa emír (1970–1995)[22]
- Kazahsztán (köztársaság)
  - Államfő - Nurszultan Nazarbajev (1990–2019),[23] lista
  - Kormányfő - Szergej Tyerescsenko (1991–1994), lista
- Kína (népköztársaság)
  - A kommunista párt főtitkára - Csiang Cömin (1989–2002), főtitkár
  - Államfő - 
    1. Jang Sang-kun (1988–1993)
    2. Csiang Cömin (1993–2003), lista

  - Kormányfő - Li Peng (1987–1998), lista
- Kirgizisztán (köztársaság)
  - Államfő - Aszkar Akajev (1990–2005),[24] lista
  - Kormányfő - 
    1. Turszunbek Csingisev (1992–1993)
    2. Almanbet Matubraimov (1993)
    3. Apasz Dzsumagulov (1993–1998), lista
- Kuvait (alkotmányos monarchia)
  - Uralkodó - III. Dzsáber emír (1977–2006),[25]
  - Kormányfő - Szaad al-Abdulláh al-Szálim asz-Szabáh (1978–2003),[25] lista
- Laosz (népköztársaság)
  - A kommunista párt főtitkára - Khamtaj Sziphandon (1992–2006), főtitkár
  - Államfő - Nuhak Phoumszavanh (1992–1998), lista
  - Kormányfő - Khamtaj Sziphandon (1991–1998), lista
- Libanon (köztársaság)
  - Államfő - Eliasz al-Hravi (1989–1998), lista
  - Kormányfő - Rafik Hariri (1992–1998), lista
- Portugália Makaó (Portugália tengerentúli területe)
  - Kormányzó - Vasco Joaquim Rocha Vieira (1991–1999), kormányzó
- Malajzia (parlamentáris monarchia)
  - Uralkodó - Azlan sah szultán (1989–1994)
  - Kormányfő - Mahathir bin Mohamad (1981–2003), lista
- Maldív-szigetek (köztársaság)
  - Államfő - Maumoon Abdul Gayoom (1978–2008), lista
- Mianmar (köztársaság)
  - Államfő - Than Shwe (1992–2011), lista
  - Kormányfő - Than Shwe (1992–2003), lista
- Mongólia (köztársaság)
  - Államfő - Punszalmágín Ocsirbat (1990–1997), lista
  - Kormányfő - Puncagiin Dzsaszraj (1992–1996), lista
- Nepál (alkotmányos monarchia)
  - Uralkodó - Bírendra király (1972–2001)
  - Kormányfő - Giridzsa Praszad Koirala (1991–1994), lista
- Omán (abszolút monarchia)
  - Uralkodó - Kábúsz szultán (1970–2020)
  - Kormányfő - Kábúsz bin Száid al Száid (1972–2020), lista
- Pakisztán (köztársaság)
  - Államfő - 
    1. Gulám Isák Kán (1988–1993)
    2. Farúk Legári (1993–1997), lista

  - Kormányfő - 
    1. Naváz Saríf (1990–1993)
    2. Balak Ser Mazarí (1993)
    3. Naváz Saríf (1993)
    4. Moeenuddín Ahmad Kuresi (1993)
    5. Benazír Bhutto (1993–1996), lista
- Srí Lanka (köztársaság)
  - Államfő - 
    1. Ranasinghe Premadasa (1989–1993)
    2. Dingiri Banda Vidzsetunge (1993–1994), lista

  - Kormányfő - 
    1. Dingiri Banda Wijetunga (1989–1993)
    2. Ranil Wickremasinghe (1993–1994), lista
- Szaúd-Arábia (abszolút monarchia)
  - Uralkodó - Fahd király (1982–2005)
  - Kormányfő - Fahd király (1982–2005)
- Szingapúr (köztársaság)
  - Államfő - 
    1. Ví Kimví (1985–1993)
    2. Ong Teng Cheong (1993–1999), lista

  - Kormányfő - Go Csok-tong (1990–2004), lista
- Szíria (köztársaság)
  - Államfő - Hafez al-Aszad (1971–2000), lista
  - Kormányfő - Mahmoud Zuabi (1987–2000), lista
- Tajvan (köztársaság)
  - Államfő - Li Teng-huj (1988–2000), lista
  - Kormányfő - 
    1. Hau Pejcun (1990–1993)
    2. Lien Csan (1993–1997), lista
- Tádzsikisztán (köztársaság)
  - Államfő - Emomali Rahmon, lista (1992–)
  - Kormányfő - 
    1. Abdumalik Abdulladzsanov (1992–1993)
    2. Abdudzsalil Szamadov (1993–1994, lista
- Thaiföld (parlamentáris monarchia)
  - Uralkodó - Bhumibol Aduljadezs király (1946–2016)
  - Kormányfő - Csuan Leekpáj (1992–1995), lista
- Törökország (köztársaság)
  - Államfő - 
    1. Turgut Özal (1989–1993)
    2. Süleyman Demirel (1993–2000), lista

  - Kormányfő - 
    1. Süleyman Demirel (1991–1993)
    2. Tansu Çiller (1993–1996), lista
- Türkmenisztán (köztársaság)
  - Államfő - Saparmyrat Nyýazow (1990–2006),[26] lista
- Üzbegisztán (köztársaság)
  - Államfő - Islom Karimov (1990–2016),[27] lista
  - Kormányfő - Abdulhashim Mutalov (1992–1995), lista
- Vietnám (népköztársaság)
  - A kommunista párt főtitkára - Đỗ Mười (1991–1997), főtitkár
  - Államfő - Lê Đức Anh (1992–1997), lista
  - Kormányfő - Võ Văn Kiệt (1991–1997), lista

## Óceánia
- Amerikai Szamoa (Az Amerikai Egyesült Államok külterülete)
  - Kormányzó - 
    1. Peter Tali Coleman (1989–1993)
    2. A. P. Lutali (1993–1997), lista
- Ausztrália (parlamentáris monarchia)
  - Uralkodó - II. Erzsébet királynő, Ausztrália királynője, (1952–2022)
  - Főkormányzó - Bill Hayden (1989–1996), lista
  - Kormányfő - Paul Keating (1991–1996), lista
  -  Karácsony-sziget (Ausztrália külterülete)
    - Adminisztrátor - Michael John Grimes (1992–1994)

  -  Kókusz (Keeling)-szigetek (Ausztrália külterülete)
    - Adminisztrátor -John Bell Read (1992–1994)

  -  Norfolk-sziget (Ausztrália autonóm területe)
    - Adminisztrátor - Alan Gardner Kerr (1992–1997)
    - Kormányfő - John Terence Brown (1992–1994), lista
- Északi-Mariana-szigetek (Az USA külbirtoka)
  - Kormányzó - Lorenzo De Leon Guerrero (1990–1994), lista
- Fidzsi (köztársaság)
  - Államfő - 
    1. Penaia Ganilau (1987–1993)
    2. Kamisese Mara (1993–2000), lista

  - Kormányfő - Sitiveni Rabuka (1992–1999), lista
- Francia Polinézia (Franciaország külterülete)
  - Főbiztos - Michel Jau (1992–1994), lista
  - Kormányfő - Gaston Flosse (1991–2004), lista
- Guam (Az USA külterülete)
  - Kormányzó - Joseph Franklin Ada (1987–1995), lista
- Kiribati (köztársaság)
  - Államfő - Teatao Teannaki (1991–1994), lista
- Marshall-szigetek (köztársaság)
  - Államfő - Amata Kabua (1979–1996),[28] lista
- Mikronézia (köztársaság)
  - Államfő - Bailey Olter (1991–1997), lista
- Nauru (köztársaság)
  - Államfő - Bernard Dowiyogo (1989–1995), lista
- Nyugat-Szamoa (parlamentáris monarchia)
  - Uralkodó - Malietoa Tanumafili II, O le Ao o le Malo (1962–2007)
  - Kormányfő - Tofilau Eti Alesana (1988–1998), lista
- Palau (ENSZ gyámsági terület)
  - Államfő - 
    1. Ngiratkel Etpison (1989–1993)
    2. Kuniwo Nakamura (1993–2001), lista
- Pápua Új-Guinea (parlamentáris monarchia)
  - Uralkodó - II. Erzsébet királynő, Pápua Új-Guinea királynője (1975–2022)
  - Főkormányzó - Sir Wiwa Korowi (1991–1997), lista
  - Kormányfő - Paias Wingti (1992–1994), lista
  -  Bougainville (autonóm terület)
  - Miniszterelnök – Sam Tulo (1990–1995) adminisztrátor
- Pitcairn-szigetek (Az Egyesült Királyság külbirtoka)
  - Kormányzó - David Moss (1990–1994), lista
- Salamon-szigetek (parlamentáris monarchia)
  - Uralkodó - II. Erzsébet királynő, a Salamon-szigetek királynője (1978–2022)
  - Főkormányzó - George Lepping (1988–1994), lista
  - Kormányfő - 
    1. Solomon Mamaloni (1989–1993)
    2. Francis Billy Hilly (1993–1994), lista
- Tonga (alkotmányos monarchia)
  - Uralkodó - IV. Tāufaʻāhau Tupou király (1965–2006)[29]
  - Kormányfő - Baron Vaea (1991–2000), lista
- Tuvalu (parlamentáris monarchia)
  - Uralkodó - II. Erzsébet királynő, Tuvalu királynője (1978–2022)
  - Főkormányzó - 
    1. Sir Toaripi Lauti (1990–1993)
    2. Tomu Sione (1993–1994), lista

  - Kormányfő - 
    1. Bikenibeu Paeniu (1989–1993)
    2. Kamuta Latasi (1993–1996), lista
- Új-Kaledónia (Franciaország külbirtoka)
  - Főbiztos - Alain Christnacht (1991–1994), lista
- Új-Zéland (parlamentáris monarchia)
  - Uralkodó - II. Erzsébet királynő, Új-Zéland királynője (1952–2022)
  - Főkormányzó - Dame Catherine Tizard (1990–1996), lista
  - Kormányfő - Jim Bolger (1990–1997), lista
  -  Cook-szigetek (Új-Zéland társult állama)
    - A királynő képviselője - Sir Apenera Short (1990–2000)
    - Kormányfő - Geoffrey Henry (1989–1999), lista

  -  Niue (Új-Zéland társult állama)
    - Kormányfő - 
      1. Young Vivian (1992–1993)
      2. Frank Lui (1993–1999), lista

  -  Tokelau-szigetek (Új-Zéland külterülete)
    - Adminisztrátor - 
      1. Brian Absolum (1992–1993)
      2. Lindsay Watt (1993–2003)

    - Kormányfő -
      1. Kuresa Nasau (1992–1993)
      2. Salesio Lui (1993–1994), lista
- Vanuatu (köztársaság)
  - Államfő - Frederick Karlomuana Timakata (1989–1994), lista
  - Kormányfő - Maxime Carlot Korman (1991–1995), lista
- Wallis és Futuna (Franciaország külterülete)
  - Főadminisztrátor - 
    1. Robert Pommies (1990–1993)
    2. Philippe Legrix (1993–1994), lista

  - Területi Gyűlés elnöke - Soane Mani Uhila (1992–1994), lista